# Роджер Фиц-Миль

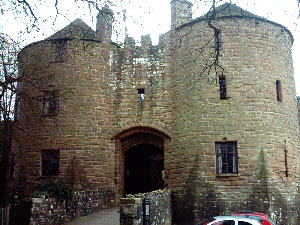
Замок Сент-Бревелс, резиденция Роджера Фиц-Миля, возвращённая им королю в 1155 г.

Роджер Фиц-Миль (англ. Roger Fitzmiles; ок. 1125 — 22 сентября 1155) — англонормандский аристократ, 2-й граф Херефорд и коннетабль (констебль) Англии (с 1143), участник гражданской войны в Англии 1135—1154 гг., главным образом, на стороне императрицы Матильды

## Биография
Роджер был старшим сыном графа Херефорда коннетабля (констебля) Англии Миля Глостерского, и Сибиллы де Нёфмарш, дочери Бернарда де Нёфмарша, лорда Брекона. После смерти своего отца в 1143 году Роджер Фиц-Миль унаследовал его обширные владения в Глостершире и Херефордшире, а также титул графа Херефорда, а от матери ему достался Брекнокшир и верхний Монмутшир в Уэльсе с замками Абергавенни и Брекон. В продолжающейся гражданской войне в Англии Роджер, как и его отец, поддерживал императрицу Матильду, однако главное внимание уделял собственным интересам, расширяя своё влияние в западноанглийских графствах и совершая грабительские набеги на земли своих соседей — сторонников короля Стефана.
После подписания Уоллингфордского договора 25 декабря 1153 года и вступления на престол Англии в 1154 году сына Матильды Генриха Плантагенета, началось наступление королевской власти на баронов, усилившихся в годы феодальной анархии. Роджеру Фиц-Милю в 1155 году было приказано вернуть удерживаемые им королевские замки, в частности Глостер, Херефорд и Сент-Бревелс. В ответ Роджер поднял мятеж против короля, однако вскоре был вынужден покориться и 13 марта 1155 года согласиться на передачу Глостера королю. Возможно, Роджер также был лишён титула графа Херефорда. Уже в мае 1155 года Роджер Фиц-Миль принял участие в походе Генриха II на Гуго де Мортимера, лорда Вигмора, который продолжал сопротивляться возвращению королевских замков. Мортимеры являлись одними из крупнейших англонормандских баронов средней части Валлийской марки и конкурентами Фиц-Милей в этом регионе. Возможно в ходе кампании против Гуго де Мортимера Роджер Фиц-Миль был тяжело ранен, поскольку в июле 1155 года он передал свои земли младшему брату Вальтеру Фиц-Милю, а сам удалился в Глостерский монастырь, где 22 сентября скончался.
Роджер Фиц-Миль был женат (до 1138) на Сесилии, дочери Пайна Фиц-Джона, шерифа Херефордшира и Шропшира. Детей они не имели. Владения Роджера Фиц-Миля перешли по наследству его брату Вальтеру Фиц-Милю (ум. 1159), а от него — их младшим братьям Генриху (ум. до 1163), Махелю (ум. 1164) и Вильяму (ум. 1165). После прекращения мужской линии потомков Миля Глостерского Брекнокшир и Абергавенни достались мужу сестры Роджера Фиц-Миля Уильяму де Браозу, а титул графа Херефорда в 1199 году был восстановлен для племянника Роджера Генри де Богуна.